# (5916) van der Woude
(5916) van der Woude est un astéroïde de la ceinture principale.

## Description
(5916) van der Woude est un astéroïde de la ceinture principale. Il fut découvert le 8 mai 1991 à l'observatoire Palomar par Eleanor Francis Helin. Il présente une orbite caractérisée par un demi-grand axe de 2,32 UA, une excentricité de 0,11 et une inclinaison de 9,3° par rapport à l'écliptique.

## Nom
Il a été nommé d'après Jurrie van der Woude, l'ancien président du Jet Propulsion Laboratory.

## Compléments